# ミオシン軽鎖キナーゼ
ミオシン軽鎖キナーゼ（ミオシンけいさキナーゼ、英: myosin light-chain kinase、略称: MYLK、MLCK）は、特定のミオシン軽鎖、すなわちミオシンIIの調節軽鎖をリン酸化するセリン/スレオニンキナーゼである。

## 一般的な構造的特徴
MYLKのアイソフォームには多数の異なるドメインが存在するが、いくつかの特徴的なドメインは全てのアイソフォームで共通している。MYLKにはATP結合ドメインを持つ触媒コアドメインが存在する。触媒コアの両側にはカルシウムイオン/カルモジュリン結合部位が存在する。このドメインへのカルシウムイオンの結合は、MYLKのミオシン軽鎖に対する結合親和性を高める。ミオシン結合ドメインはMYLKのC末端に位置する。MYLKのN末端にはアクチン結合ドメインが位置し、アクチンフィラメントとの相互作用によってMYLKは適切な位置に維持される。

## アイソフォーム
MYLKには4つの異なるアイソフォームが存在する。
- MYLK1 – 平滑筋で発現
- MYLK2（英語版） – 骨格筋で発現
- MYLK3（英語版） – 心筋で発現
- MYLK4（英語版） – novel、詳細は未解明

## 機能
MYLKは、筋肉の収縮機構に重要である。筋小胞体または細胞外空間からカルシウムイオンが流入すると、平滑筋線維の収縮が開始される。まず、カルシウムがカルモジュリンに結合する。その後、SRC（プロテインキナーゼ）がMYLKのコンフォメーション変化を引き起こして活性化し、ミオシン軽鎖のセリン19番残基のリン酸化を引き起こす。ミオシン軽鎖のリン酸化は、ミオシンの頭部（クロスブリッジ、crossbridge）のアクチンフィラメントへの結合と、収縮の開始を可能にする（クロスブリッジ・サイクル）。平滑筋には横紋筋のようにトロポニン複合体を持たないため、この機構は平滑筋の収縮を調節する主要な経路である。細胞内のカルシウム濃度の低下はMYLKを不活性化するが、ミオシン軽鎖はリン酸化による物理的修飾を受けているため、平滑筋の収縮の停止は起こらない。平滑筋の収縮の停止にはこの修飾の除去が必要であり、脱リン酸化（とその後の筋収縮の終結）はミオシン軽鎖ホスファターゼ（MYLP）と呼ばれる他の酵素の活性によって行われる。

## 上流の調節因子
プロテインキナーゼC（PKC）とRhoキナーゼはカルシウムイオンの取り込みの調節に関与しており、カルシウムイオンはMYLKを刺激し、筋収縮を引き起こす。RhoキナーゼはMYLKに対抗するタンパク質であるMYLPの活性のダウンレギュレーションを介したMYLKの調節も行う。さらに、Rhoキナーゼは、アクチンストレスファイバーを脱重合するタンパク質であるコフィリンの阻害を介してアクチン/ミオシンの収縮を間接的に強化する。Rhoキナーゼと同様に、PKCもMYLPをダウンレギュレーションするCPI-17タンパク質を介してMYLKを調節する。

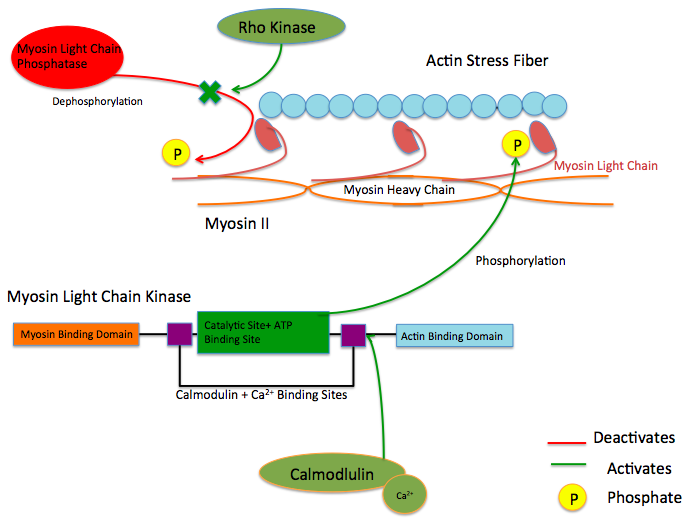
MYLKの構造と調節の模式図。実際には、アクチン結合ドメインはN末端側、ミオシン結合ドメインはC末端側に位置する。

## 変異と疾患
一部の肺疾患は、肺細胞でMYLKが適切に機能できないことが原因で生じていることが判明している。MYLKの過剰な活性は隣接する内皮細胞と肺組織細胞との間の機械的な力の不均衡を生み出す。こうした不均衡は、体液が肺胞へ流入する急性呼吸窮迫症候群を引き起こす可能性がある。細胞内でMYLKは、ミオシン軽鎖をリン酸化してミオシン/アクチンストレスファイバー複合体の収縮を引き起こすことで内側へ引っ張る力を生み出す。逆に、タイトジャンクションやアドヘレンスジャンクションを介した細胞接着や、インテグリンやフォーカルアドヒージョンタンパク質を介した細胞外マトリックスへの固定は、外側へ引っ張る力を生み出す。ミオシン軽鎖はカドヘリンに接着したアクチンストレスファイバーを引っ張り、隣接する細胞のカドヘリンの力に抵抗する。しかし、MYLKの過剰な活性化により、アクチンストレスファイバーが内側へ引っ張る力が細胞接着分子が外側へ引っ張る力よりも大きくなると、組織はわずかに引き離されて漏れやすい状態となり、肺に体液が流入するようになる。
虚血再灌流障害、高血圧、冠動脈疾患などの平滑筋機能障害の原因の1つは、PKCの変異によってMYLPが過剰に阻害されることである。MYLPは、ミオシン軽鎖を脱リン酸化することでMYLKの活性に対抗する。ミオシン軽鎖自体には脱リン酸化活性が存在しないため、過剰に活性化されたPKCはミオシン軽鎖の脱リン酸化を妨げて活性化コンフォメーションに維持し、平滑筋の収縮の増加を引き起こす。

## 関連文献
- “A differentiation-dependent splice variant of myosin light chain kinase, MLCK1, regulates epithelial tight junction permeability”. The Journal of Biological Chemistry 279 (53):  55506–13. (December 2004). doi:10.1074/jbc.M408822200. PMC 1237105. PMID 15507455.
- “Interferon-gamma and tumor necrosis factor-alpha synergize to induce intestinal epithelial barrier dysfunction by up-regulating myosin light chain kinase expression”. The American Journal of Pathology 166 (2):  409–19. (February 2005). doi:10.1016/S0002-9440(10)62264-X. PMC 1237049. PMID 15681825.
- “Distinct temporal-spatial roles for rho kinase and myosin light chain kinase in epithelial purse-string wound closure”. Gastroenterology 128 (4):  987–1001. (April 2005). doi:10.1053/j.gastro.2005.01.004. PMC 1237051. PMID 15825080.
- “Ca2+-calmodulin-dependent myosin light chain kinase is essential for activation of TRPC5 channels expressed in HEK293 cells”. The Journal of Physiology 570 (Pt 2):  219–35. (January 2006). doi:10.1113/jphysiol.2005.097998. PMC 1464317. PMID 16284075.
- “Involvement of calmodulin and myosin light chain kinase in activation of mTRPC5 expressed in HEK cells”. American Journal of Physiology. Cell Physiology 290 (4):  C1031–40. (April 2006). doi:10.1152/ajpcell.00602.2004. PMID 16306123.
- “Myosin light chain kinase plays a role in the regulation of epithelial cell survival”. Journal of Cell Science 119 (Pt 11):  2269–81. (June 2006). doi:10.1242/jcs.02926. PMID 16723733.
- “A cardiac myosin light chain kinase regulates sarcomere assembly in the vertebrate heart”. The Journal of Clinical Investigation 117 (10):  2812–24. (October 2007). doi:10.1172/JCI30804. PMC 1978424. PMID 17885681.